# Alpinópolis (kommun)
Alpinópolis är en kommun i Brasilien.   Den ligger i delstaten Minas Gerais, i den sydöstra delen av landet, 600 km söder om huvudstaden Brasília. Antalet invånare är 18 490.
Följande samhällen finns i Alpinópolis:
- Alpinópolis

Omgivningarna runt Alpinópolis är huvudsakligen savann. Runt Alpinópolis är det ganska glesbefolkat, med 39 invånare per kvadratkilometer.